# 津軽石昭彦
津軽石 昭彦（つがるいし あきひこ、1959年 - ）は、日本の行政学者、環境学者。関東学院大学法学部教授。専門は地方自治、環境政策。

## 略歴
岩手県出身。1982年に東北大学法学部法学科を卒業し、岩手県庁に入庁。
2009年、岩手県立大学非常勤講師。
2013年3月、岩手県庁環境生活部副部長兼環境生活企画室長。2016年3月、岩手県庁環境生活部長に就任。2018年3月に岩手県庁を退官。同年4月、関東学院大学法学部教授。

## 著書

### 単著
- 『議員提案条例をつくろう』（第一法規, 2004年）

### 共著
- 『青森・岩手県境産業廃棄物不法投棄事』（第一法規, 2004年）
- 『自治体職員が論じる自治判例～25の重要自治判例を独自分析』（地方自治職員研修臨時増刊104号, 2013年）